# Jean Ecman
Jean Ecman, Eckman, Equement, Ecment, Esqueman ou Ekman,  est un peintre en miniature et d'histoire français né à Paris vers 1641, mort à Paris le 16 juillet 1677.

## Biographie
Il est reçu à l'Académie royale de peinture et de sculpture le 3 août 1675.
Protestant, il est inhumé dans le cimetière protestant du faubourg Saint-Germain.

## Famille
- Édouard Ecman vers 1600-1675), graveur sur bois, marié à Marie Saulnier (1604-1675)
  - Nicole Ecman (1632-1685), mariée en décembre 1655 à Abraham Meusnier, architecte des bâtiments du roi, fils de Philippe Meusnier, maître maçon[1]
    - Étienne Meusnier (1657-1680), peintre en miniature

  - Antoine Ecman (1640-après 1677 )[2], graveur sur bois, marié en 1680 à Anne Godin,
  - Jean Ecman (1641-1677), peintre en miniature et d'histoire, marié en 1671 à Catherine Briot (1648- ), file du peintre Guillaume Briot, ont eu quatre enfants morts jeunes : Henriette présentée au baptême en 1673 par le peintre Samuel Bernard, Catherine Charlotte présentée au baptême en 1674, Henri présenté au baptême en 1675 par le peintre Henri Testelin